# Huệ biển
Huệ biển là các loài động vật biển có thuộc lớp Crinoidea của động vật (Echinodermata). Chúng sống ở cả hai vùng nước nông và vùng sâu đến 9.000 mét (30.000 ft). Những loài không có cuống còn được gọi là "sao biển lông" (feather stars).
Đặc điểm đặc trưng của huệ biển có 1 miệng ở trên cùng được bao quanh bởi các cánh tay. Chúng có ruột hình chữ U, và hậu môn của chúng nằm bên cạnh miệng. Mặc dù bản mẫu cơ bản có 5 cánh tay cân đối, hầu hết huệ biển có nhiều hơn năm cánh tay. Huệ biển thường có một thân cây sử dụng để gắn bản thân vào một chất nền, nhưng có nhiều con chỉ gắn vào một chỗ lúc vị thành niên rồi bơi tự do lúc trưởng thành.
Chỉ còn khoảng 600 loài huệ biển còn tồn tại, nhưng số lượng của chúng rất dồi dào và đa dạng trong quá khứ. Một số lớp đá vôi dày niên đại khoảng giữa đến cuối thời kỳ Đại Cổ sinh gần như hoàn toàn được tạo thành bởi mảnh vỡ huệ biển.

## Hình thái học

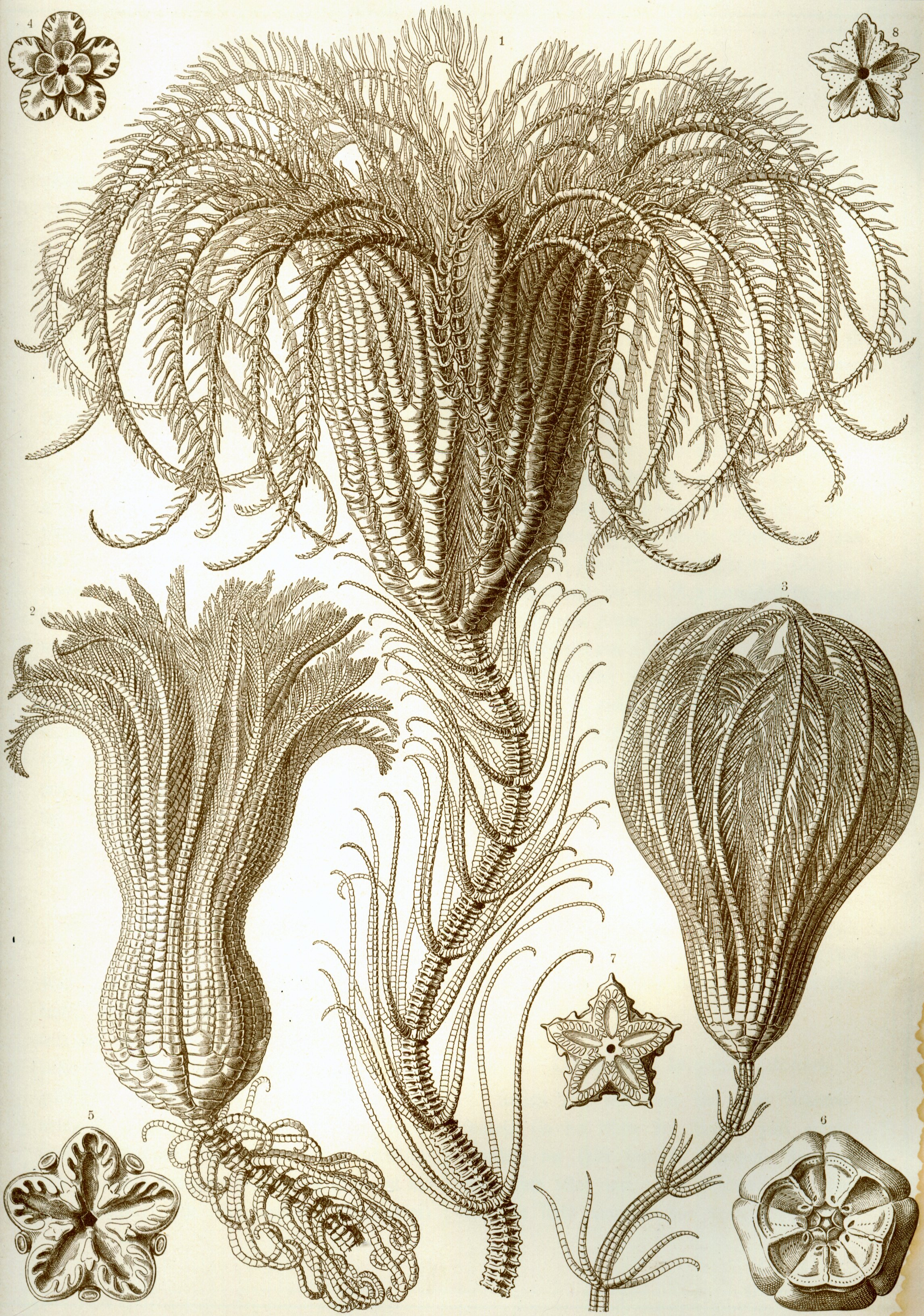
Một nhánh huệ biển được vẽ bởi Ernst Haeckel

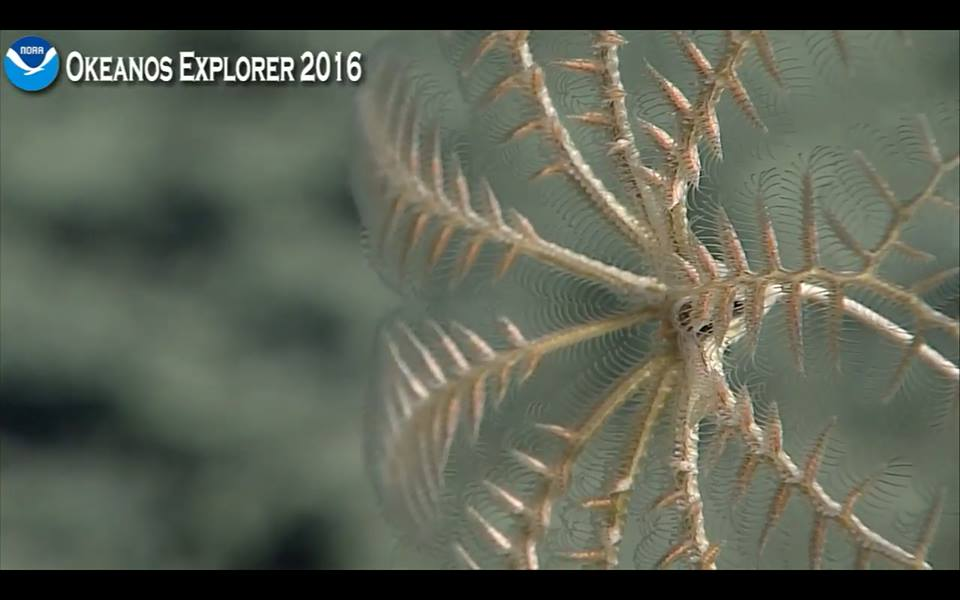
Một nhánh huệ biển. Có thể thấy 10 cánh tay.

Huệ biển gồm có ba phần cơ bản; thân, đài hoa, và cánh tay. Thân bao gồm xương có độ rỗng cao được kết nối bằng mô chằng. Đài hoa có hình chiếc cốc chứa bộ phận tiêu hoá và cơ quan sinh sản của huệ biển, miệng nó nằng chính giữa phía trên, còn hậu môn nằm xung quanh nó điều này không thường có với các động vật da gai khác. Cánh tay chia làm năm phần hoặc đối xứng và bao gồm các xương nhỏ hơn thân và đang được trang bị với lông mi hỗ trợ việc ăn uống bằng cách di chuyển cách chất hữu cơ từ cánh tay về miệng.
Phần lớn huệ biển sống đều có thể bơi tự do và có cuống biến mất. Những loài sống dưới biển sâu vẫn còn giữ lại cuống dài đến 1 mét (3,3 ft), mặc dù nó thường nhỏ hơn rất nhiều. Thân cây mọc ra từ phía sau miệng, giống hình thức hình thành mặt trên của các động vật ở con sao biển và nhím biển, vậy nên huệ biển ngược với hầu hết các loài động vật da gai khác. Đế của cuống bao gồm một bộ phận hút hình đĩa. Phần cuống thường gắn có các lông gai gắn với nó.

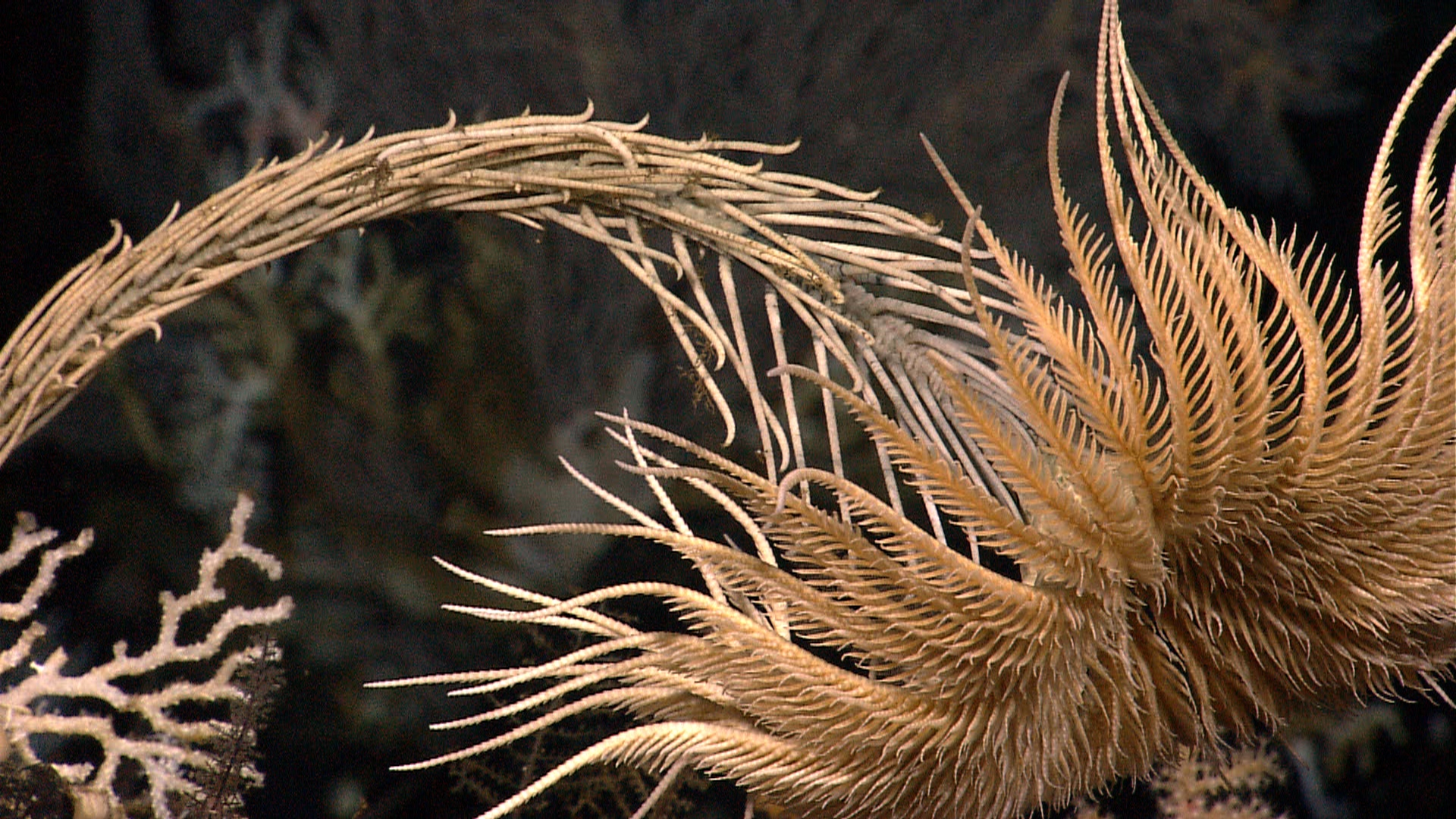
Thân hạch và cánh tay của một "sự thật" (rình rập) crinoid (gia đình Isselicrinidae)
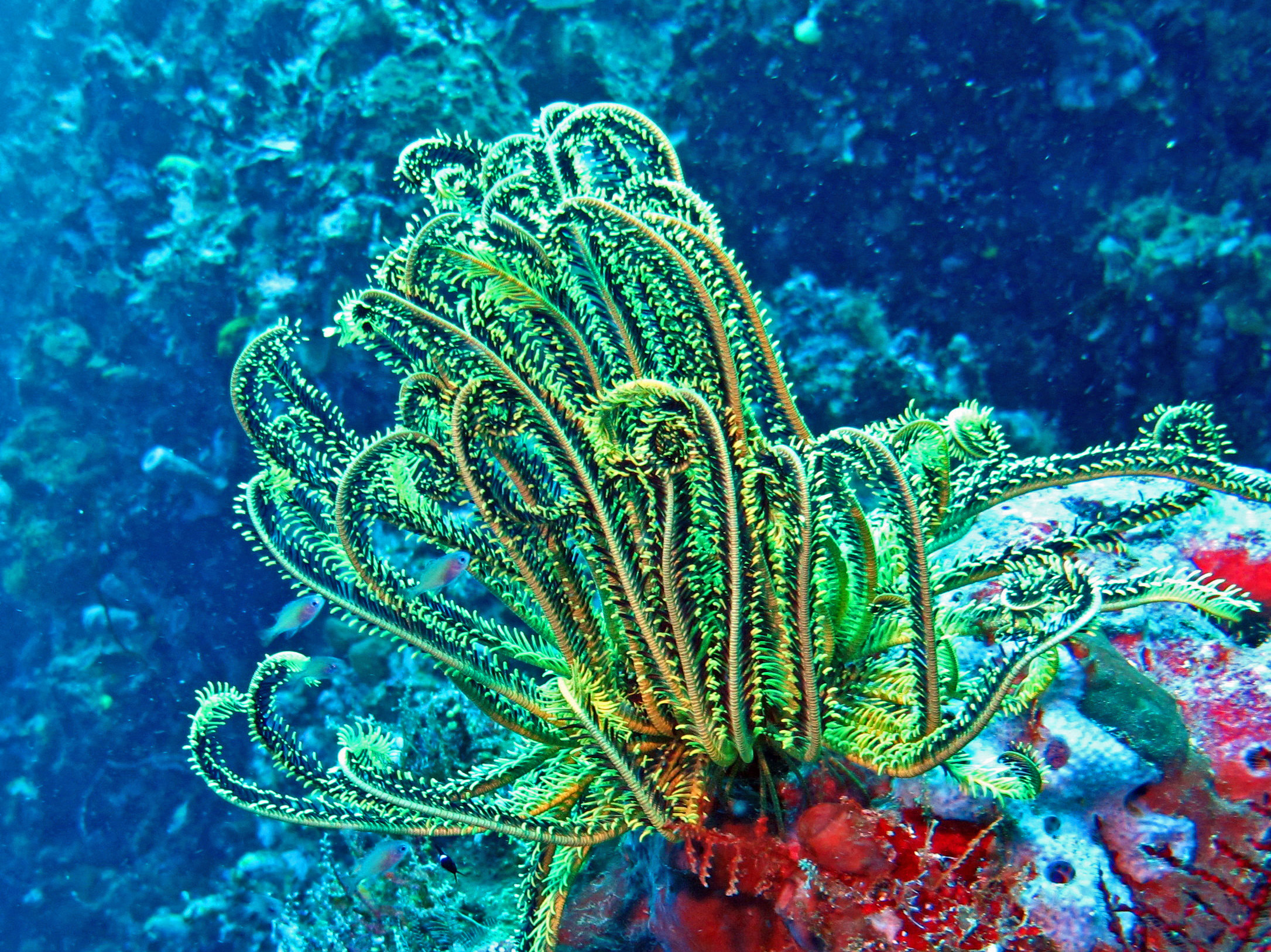
Oxycomanthus bennetti (comatulid)
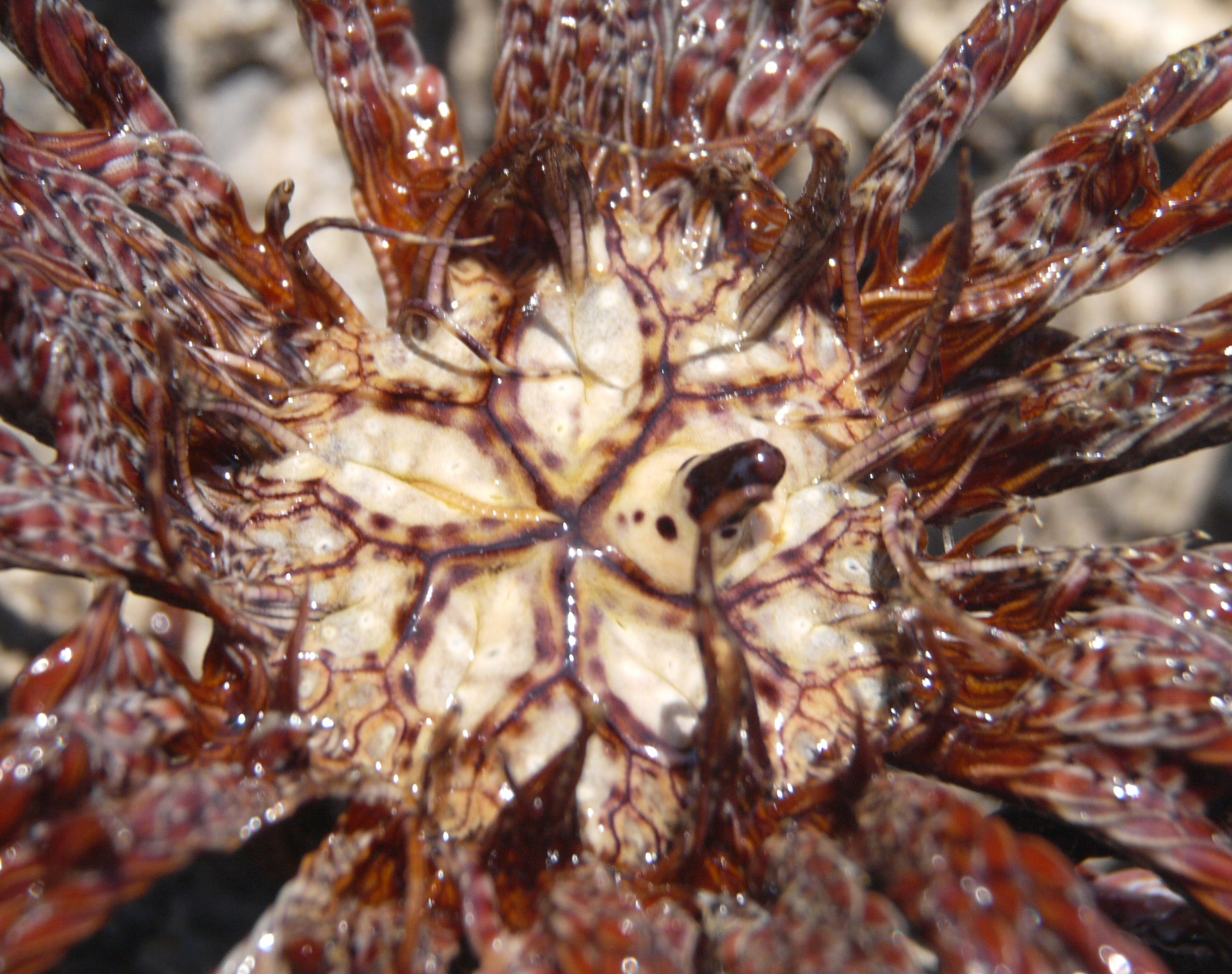
Tegmen của một Lamprometra palmata. Miệng nằm ở trung tâm của khu 5 ăn rãnh, và hậu môn ở đỉnh cột.
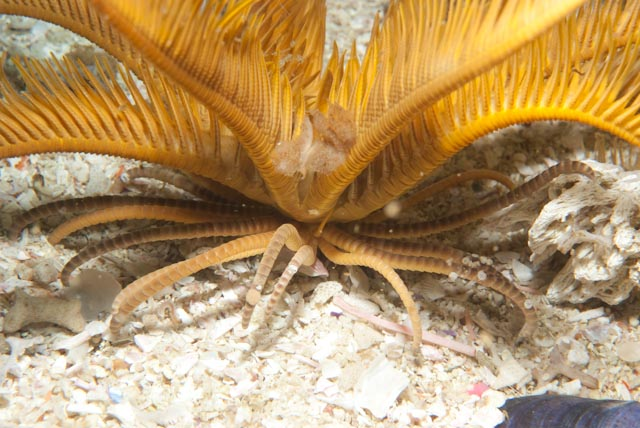
-Các cirri cho phép comatulids để đi bộ và đính kèm bản thân
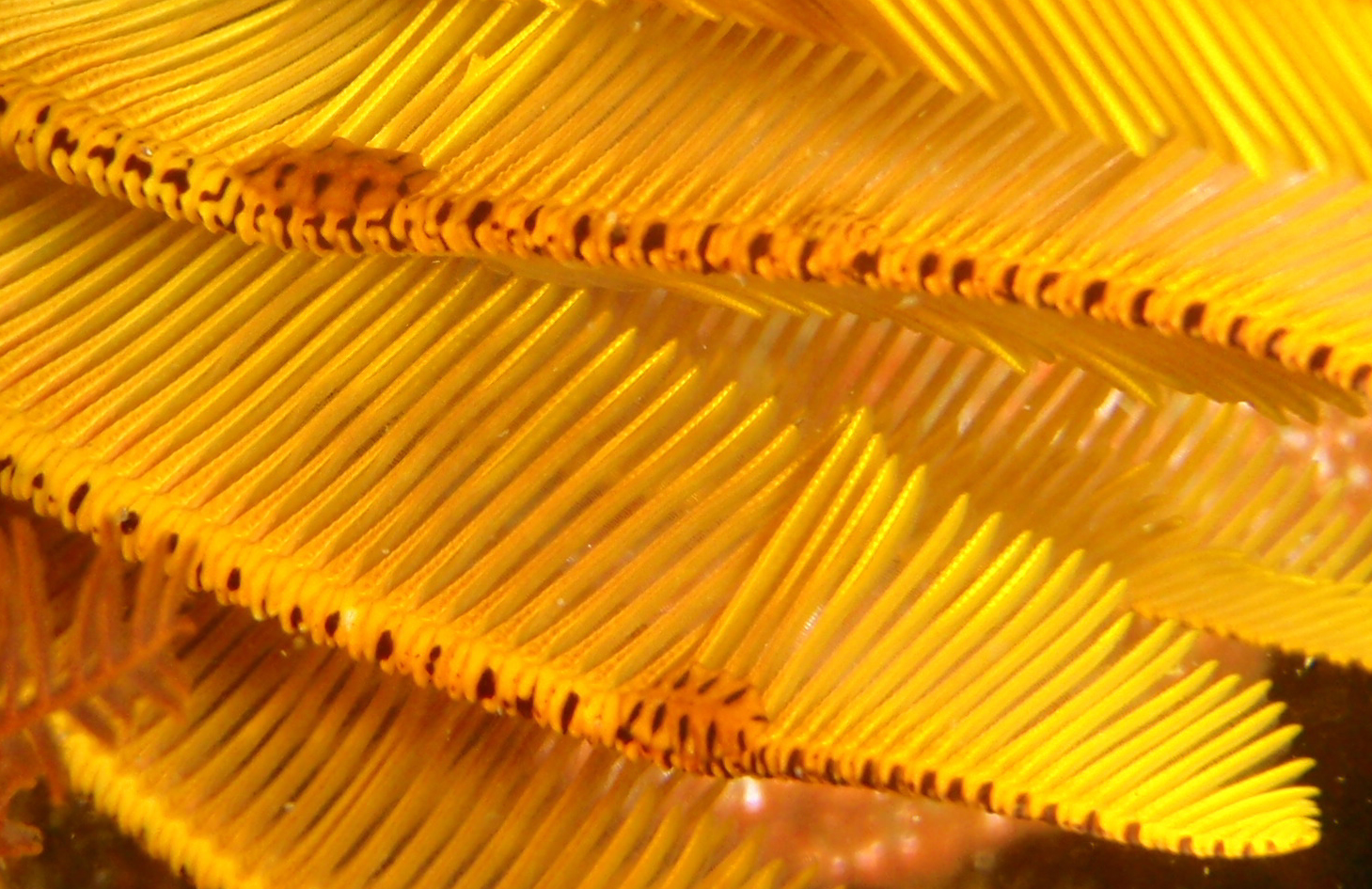
-Các pinnules của một Tropiometra carinata (với ký sinh trùng Myzostoma fuscomaculatum)

## Sinh học

### Ăn

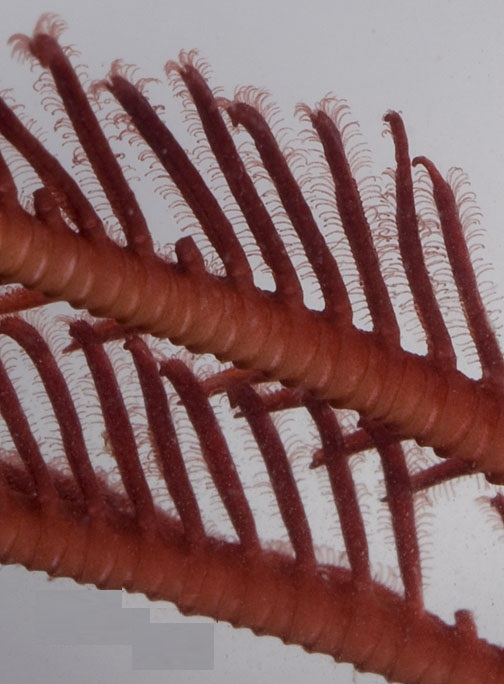
Các tua ở thân

Huệ biển ăn bằng cách lọc các hạt thức ăn nhỏ từ nước biển bằng lông của họ giống như vũ khí. Ống chân được bao phủ bởi một chất nhầy có thể dính bất kỳ thức ăn nào trôi qua. Một khi chúng lấy được một hạt thức ăn, ống chân có thể gạt nó vào rãnh chân mút, nơi lông mi có thể đẩy những dòng chất nhầy về phía miệng. Nói chung, huệ biển sống trong môi trường với tương đối ít sinh vật phù du nên có nhiều cánh tay hơn sinh vật sống ở môi trường giàu sinh vật phù du.
Miệng nó nối đến một thực quản ngắn. Không có dạ dày thật, cho nên thực quản kết nối trực tiếp với ruột. Ruột nó vắt vòng quanh bên trong đài hoa. Ruột nó thường bao gồm nhiều ruột thừa, một số trong đó có thể dài hoặc phân nhánh. Phần cuối ruột nối đến một trực tràng cơ bắp ngắn. Nó thông đến hậu môn.

### Kẻ săn mồi
Mẫu vật nhím biển Calocidaris micans xuất hiện trong đồng cỏ huệ biển Endoxocrinus parrae, đã được chứng minh là có chứa một lượng lớn các phần của thân cây trực tiếp lân cận vùng sống của huệ biển. Ruột của nhím biển bao gồm các xương nhỏ khớp với mô mềm, trong khi các trầm tích địa phương chỉ chứa khớp xương nhỏ mà không có mô mềm. Điều này làm cho thấy có khả năng những loài nhím biển là loài săn mồi huệ biển, và rằng huệ biển phải chạy trốn, bỏ lại một phần thân của nó.

Nhiều hoá thạch huệ biển gợi ý các kẻ săn mồi trong lịch sử. Phân hoá thạch của cả cá và động vật chân đầu đã được tìm thấy chứa xương của huệ biển chẳng hạn như huệ biển Saccocoma, từ Kỷ Jura, trong khi phần thân bị hư hỏng của huệ biển với những vết cắn phù hợp với các vết răng của Cá da phiến coccosteid đã được tìm thấy ở Cuối kỷ Devon ở Ba Lan. Đài hoa của một số huệ biển từ kỷ Devon đến Kỷ Than đá có vỏ ốc Platyceras. Một số có ốc nằm trên hậu môn, cho thấy rằng Platyceras là một Động vật ăn phân hội sinh.

### Nguồn gốc

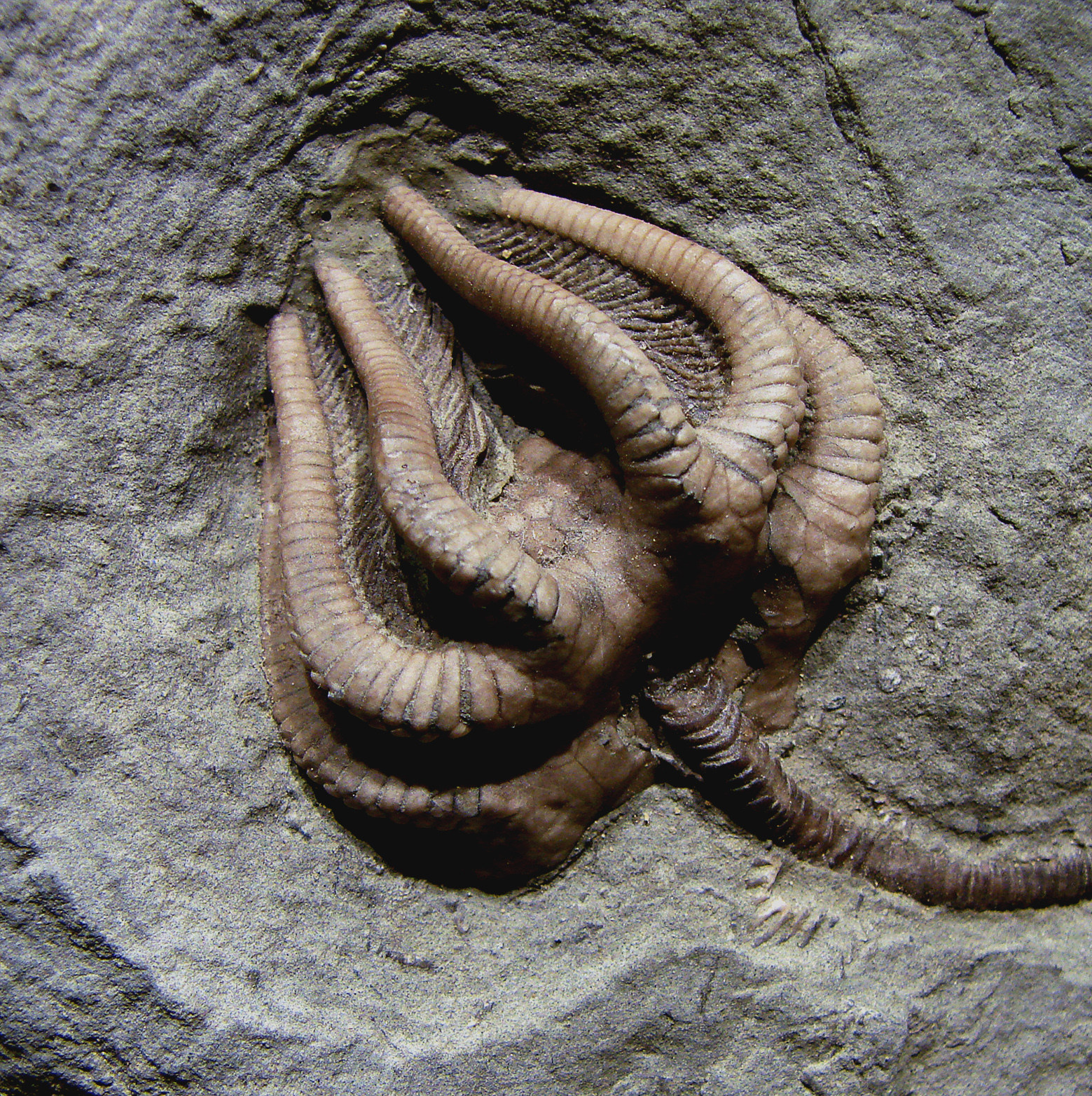
Agaricocrinus americanus, a fossil crinoid from the Carboniferous of Indiana

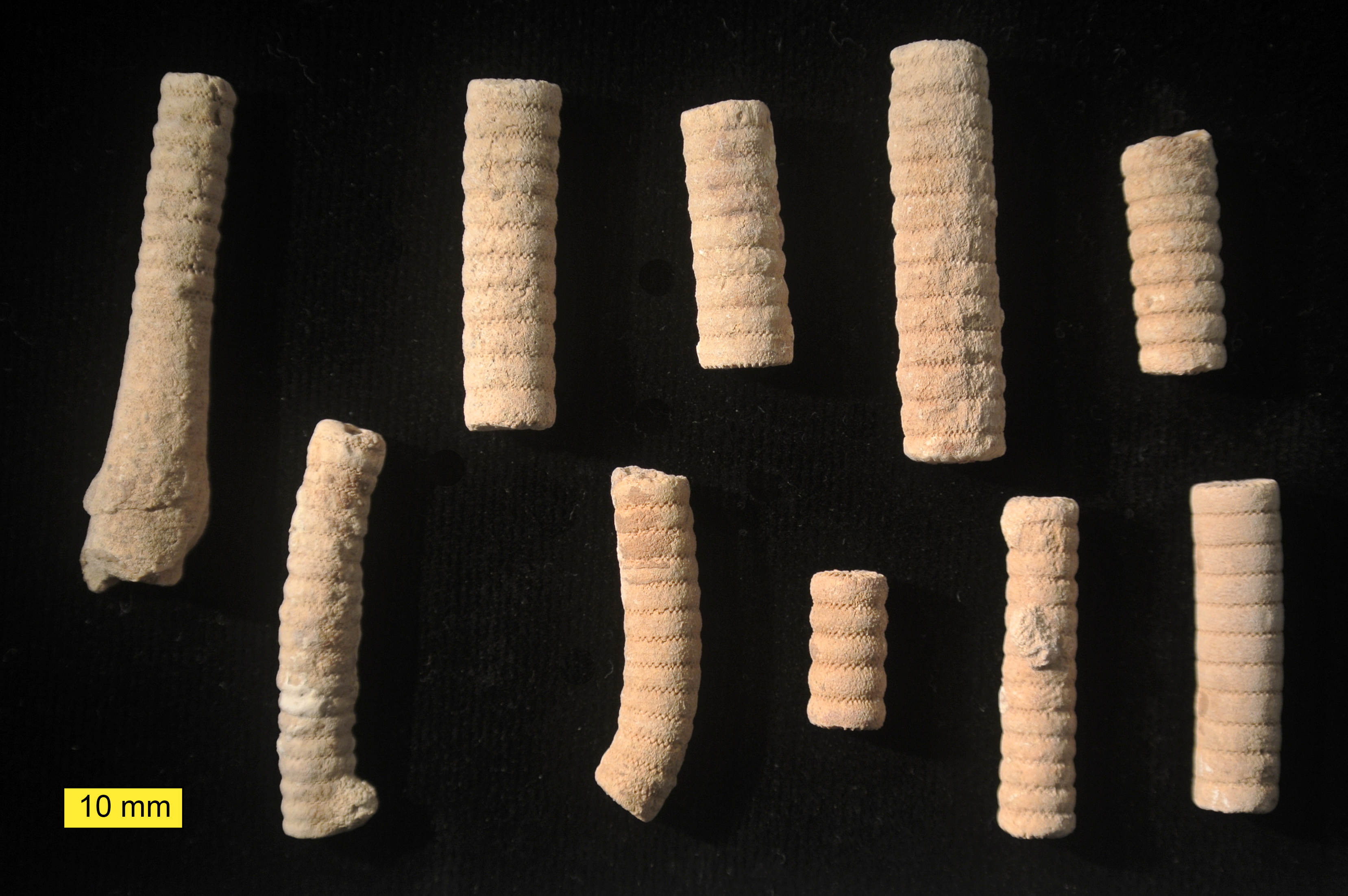
Middle Jurassic (Callovian) Apiocrinites crinoid pluricolumnals from the Matmor Formation in Hamakhtesh Hagadol, southern Israel

## Phân loại

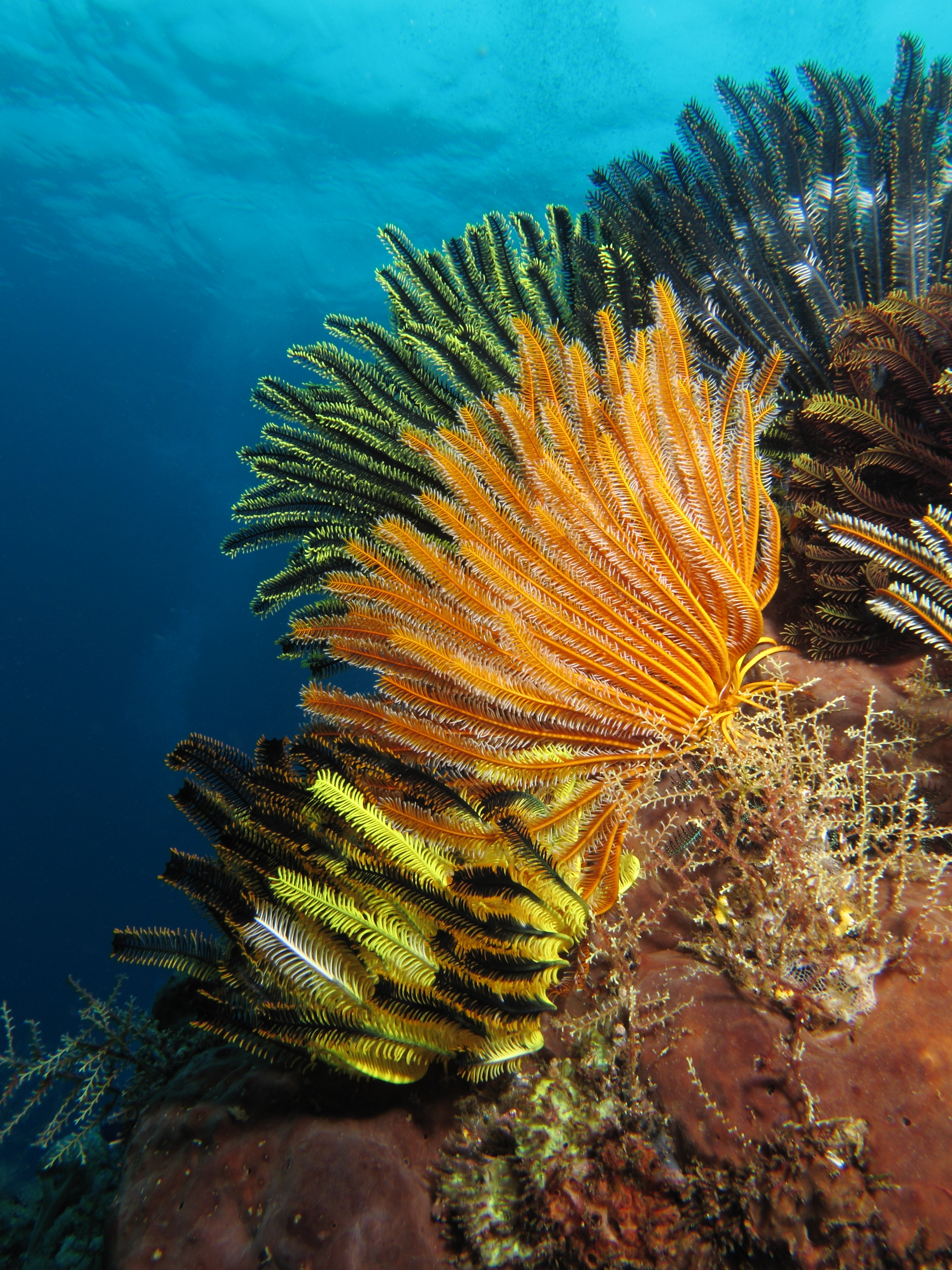
Huệ biển nhiều màu sắc ở vùng nước nông Gili Lawa Laut

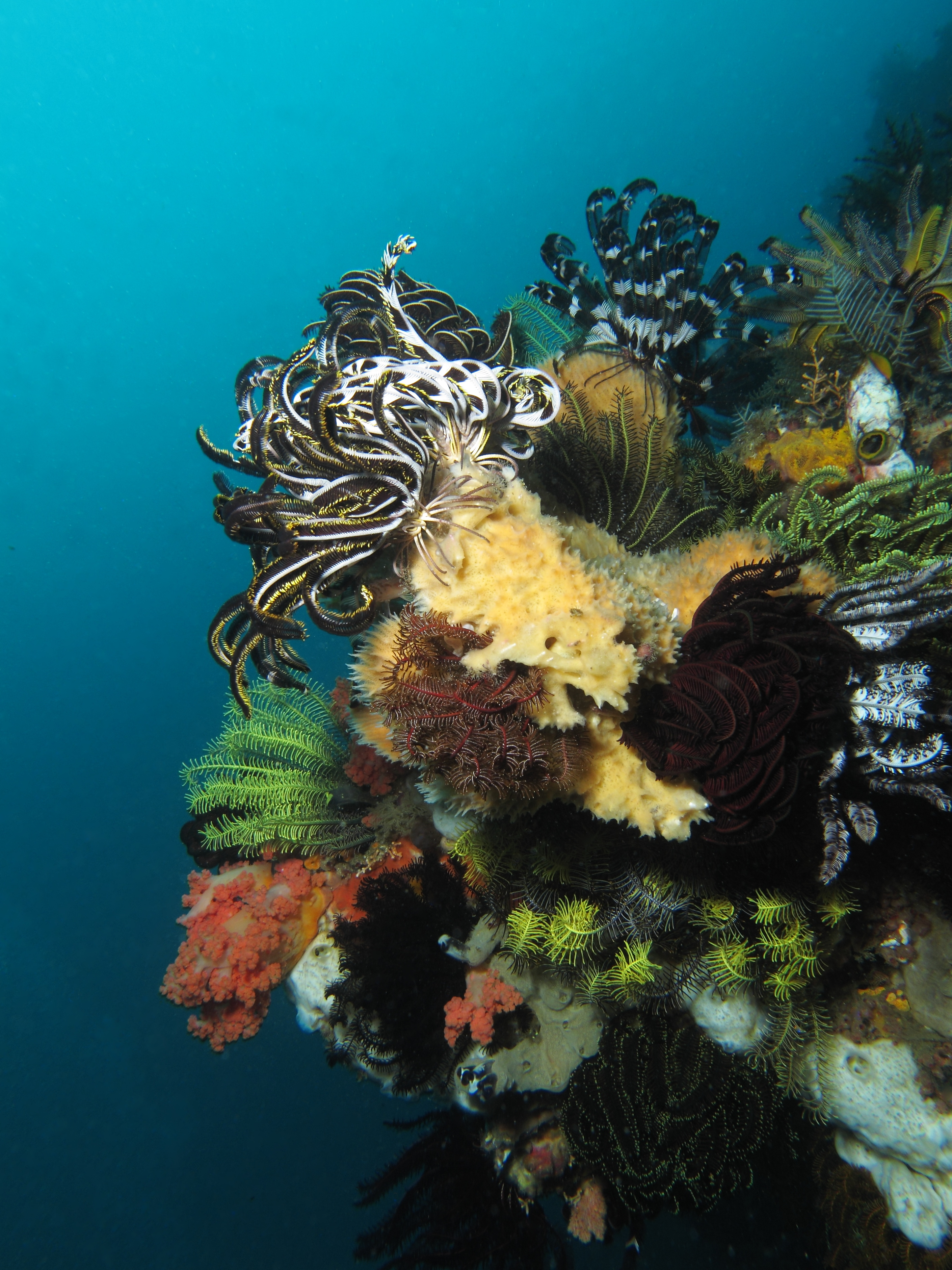
Nhiều loại huệ biển tràn ngập rặng san hô trên đảo Nusa Kode

Bộ sự tập ảnh các phân ngành
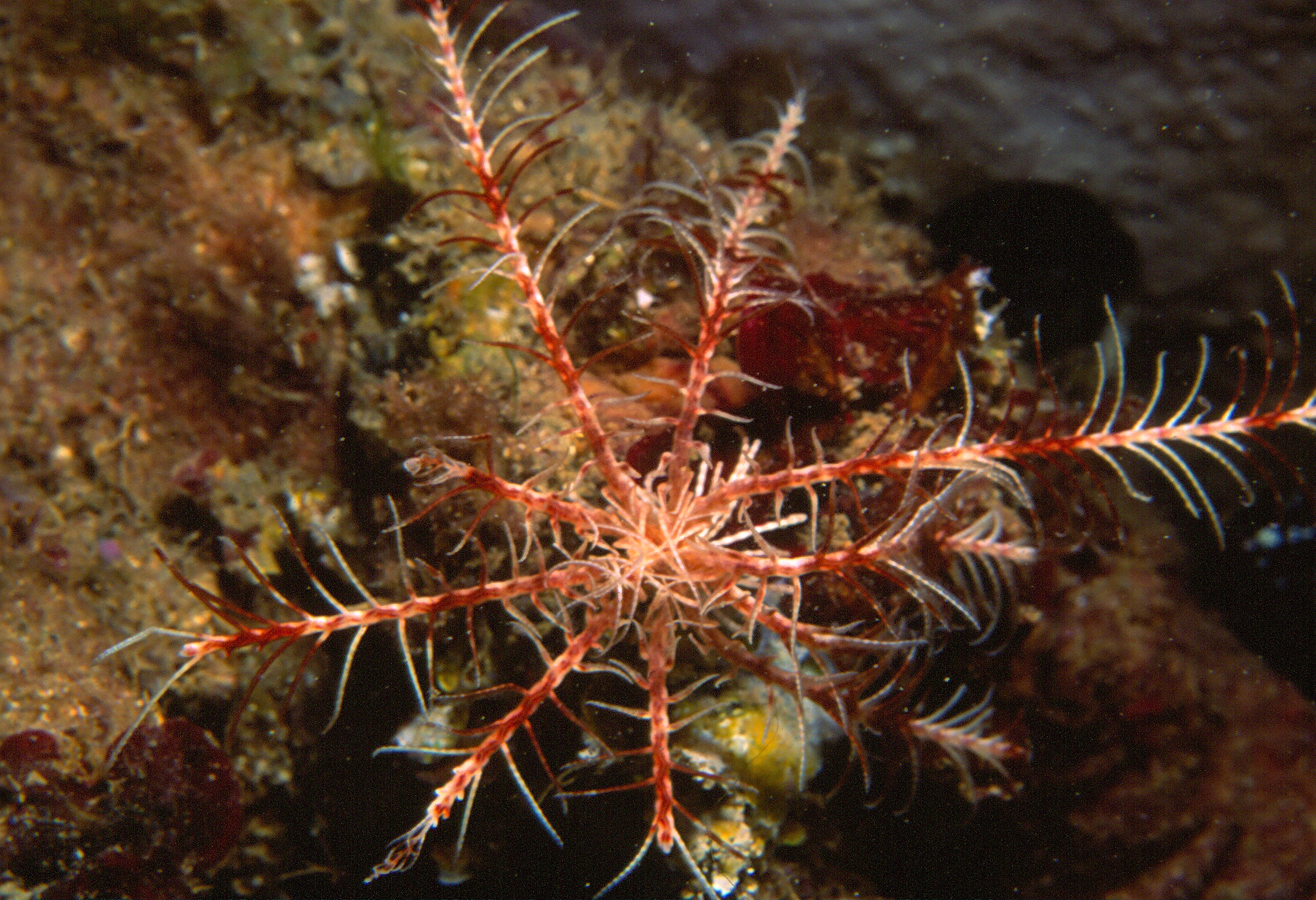
Antedon mediterranea, phân ngành Antedonidae
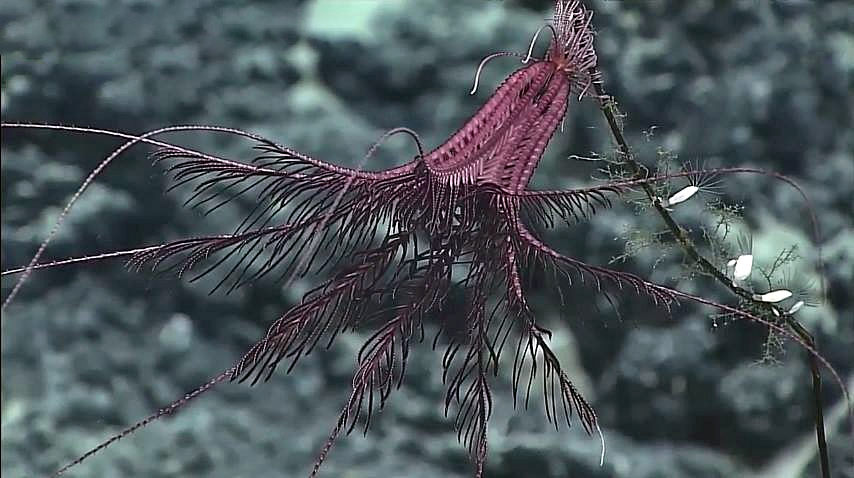
Sarametra triserialis, phân ngành Zenometridae
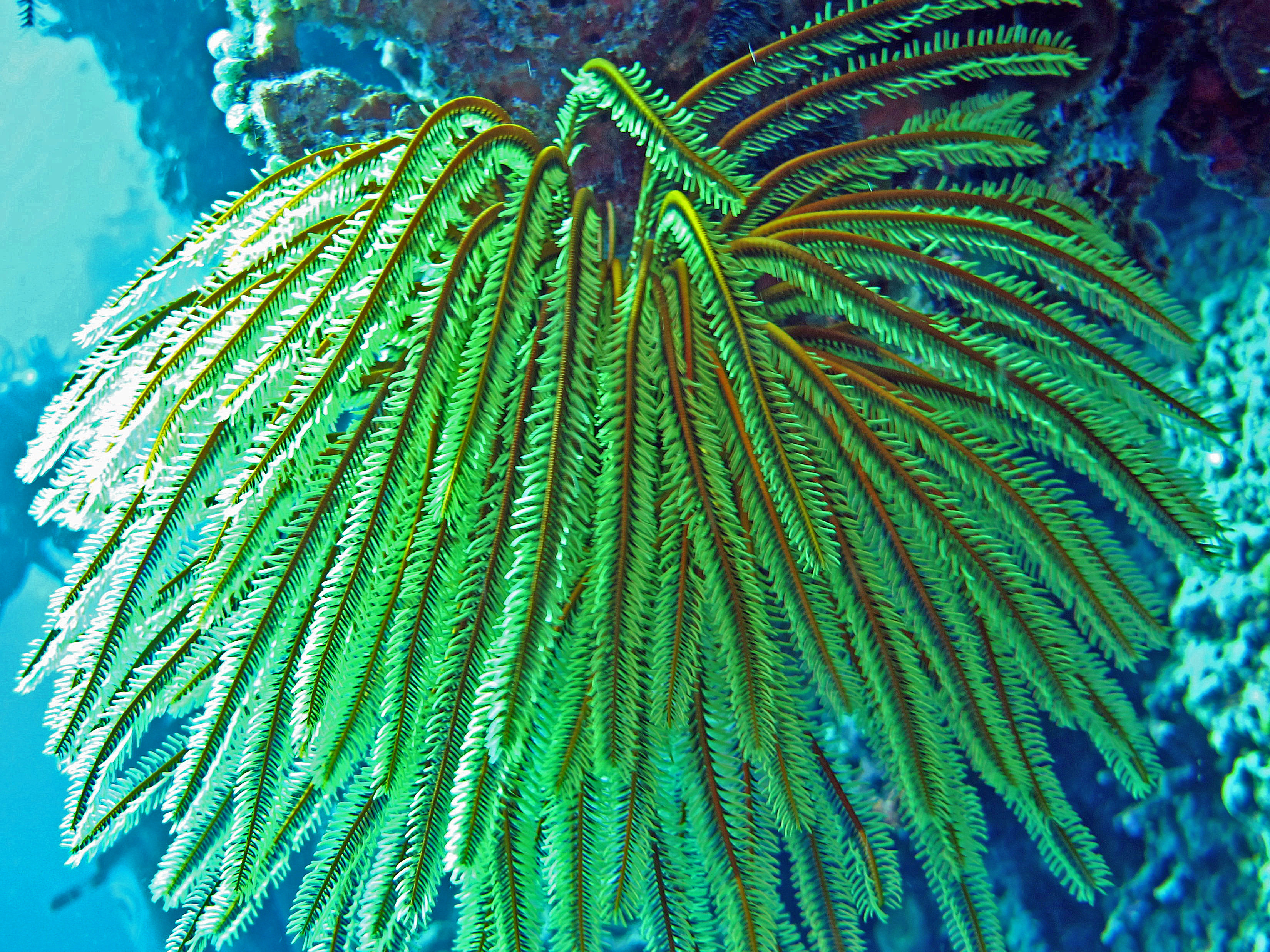
Anneissia bennetti, phân ngành Comatulidae
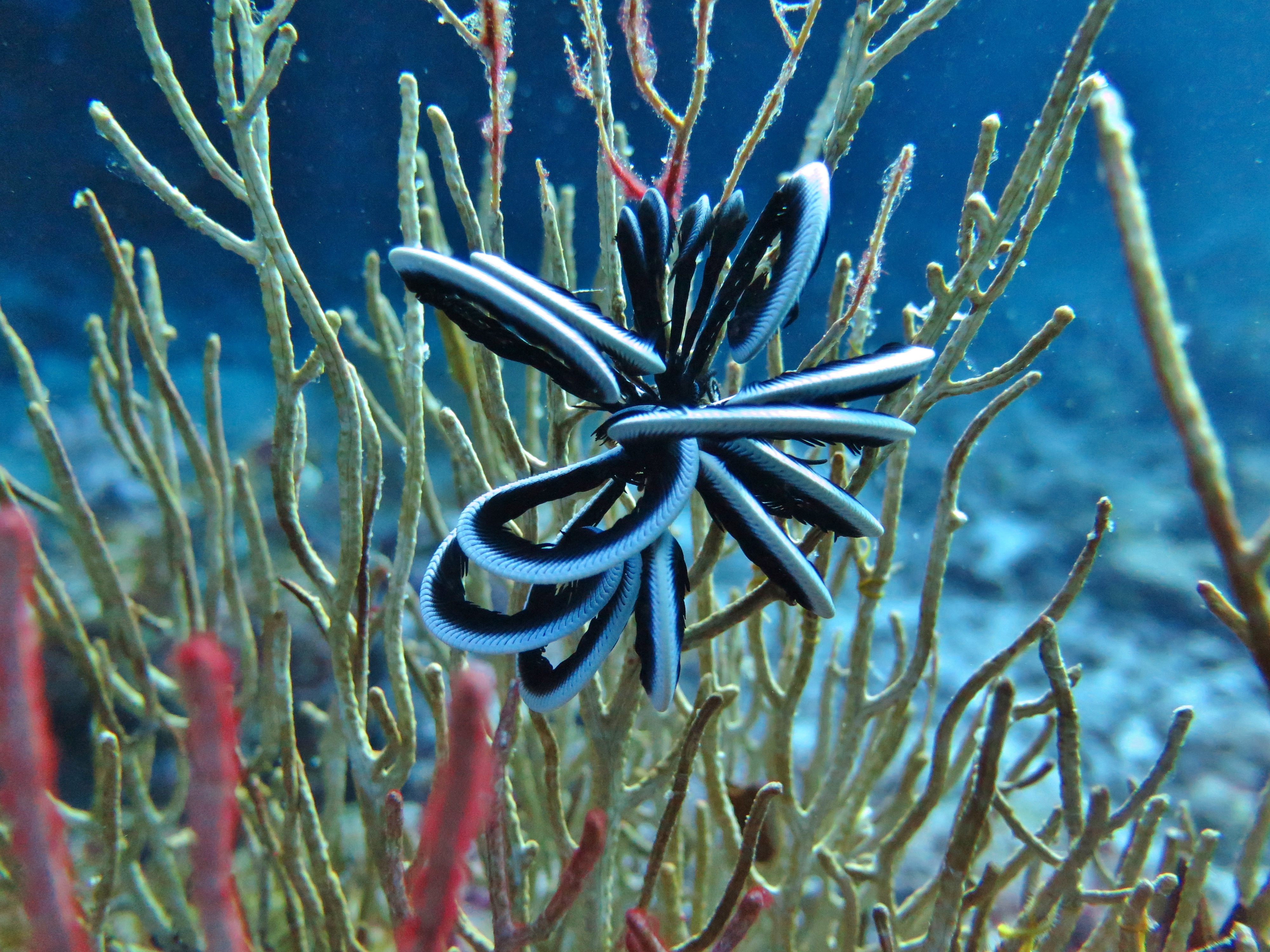
Cenometra bella, phân ngành Colobometridae
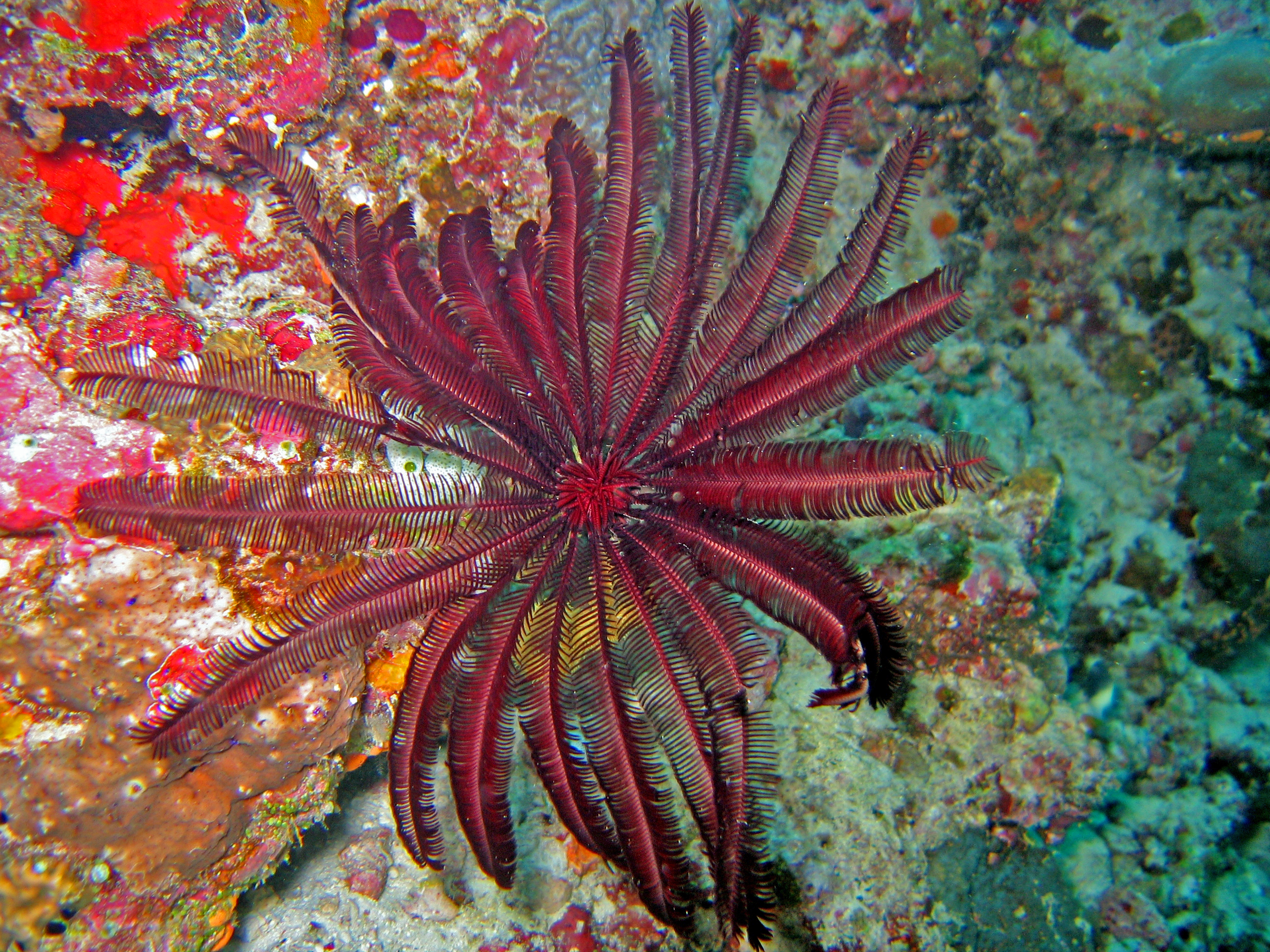
Himerometra robustipinna, phân ngành Himerometridae
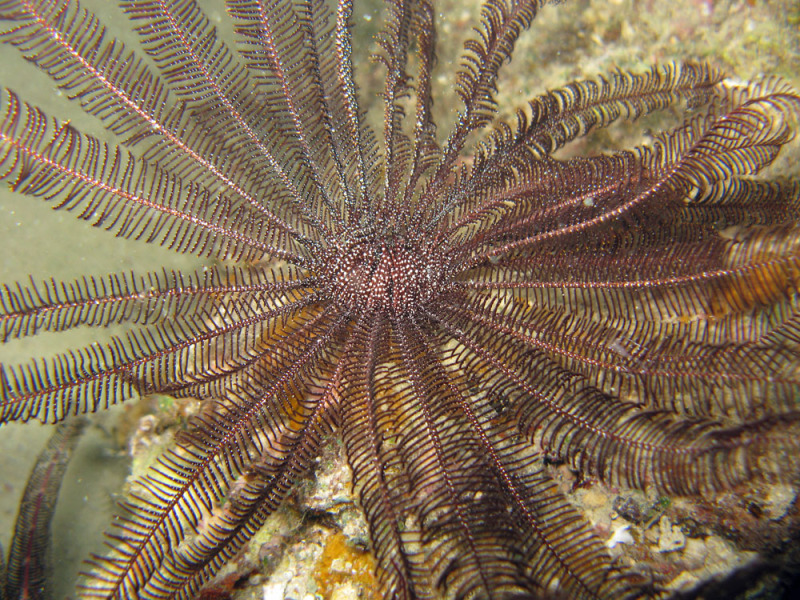
Stephanometra indica, phân ngành Mariametridae
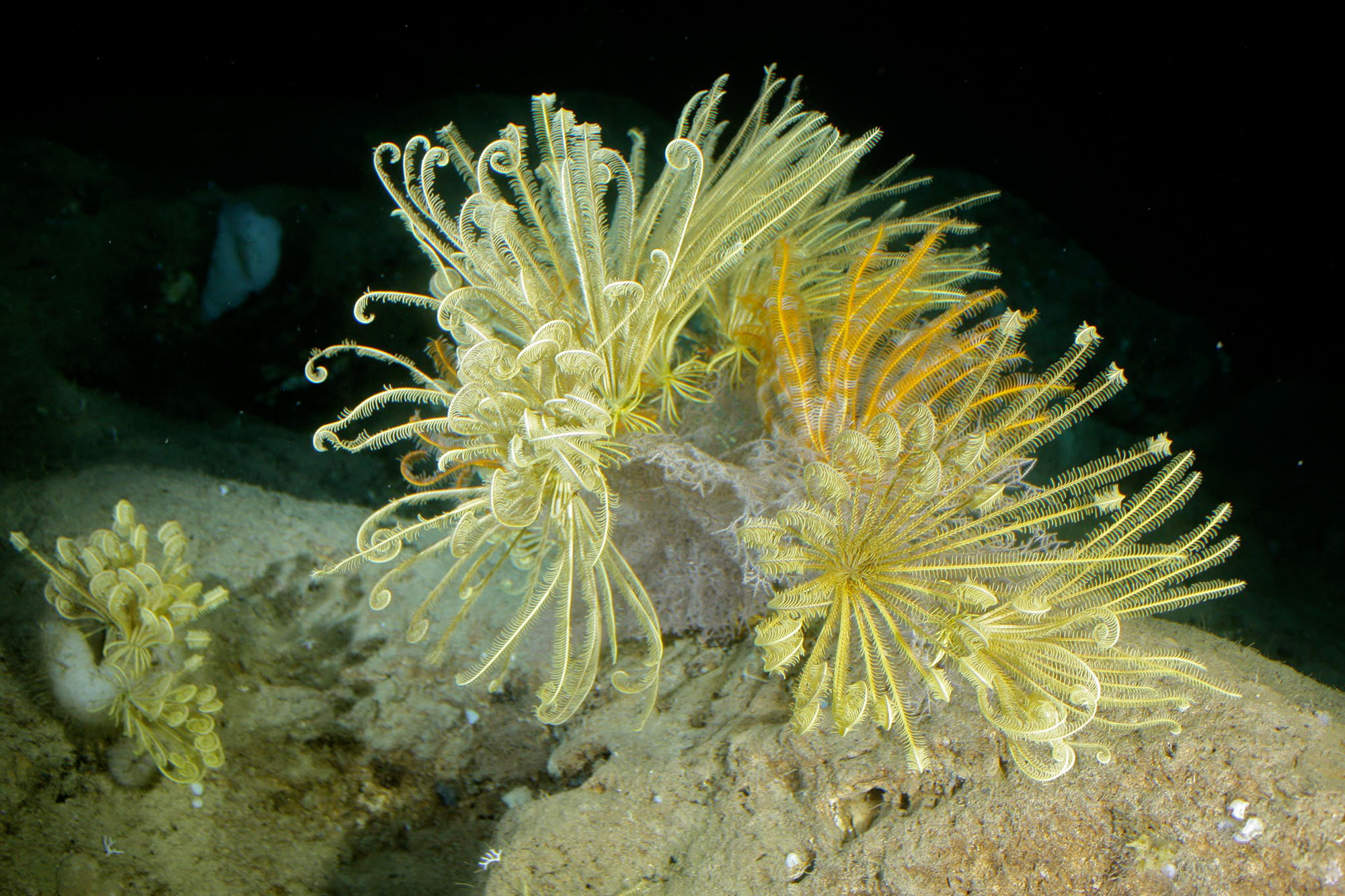
Crinometra brevipinna, phân ngành Charitometridae
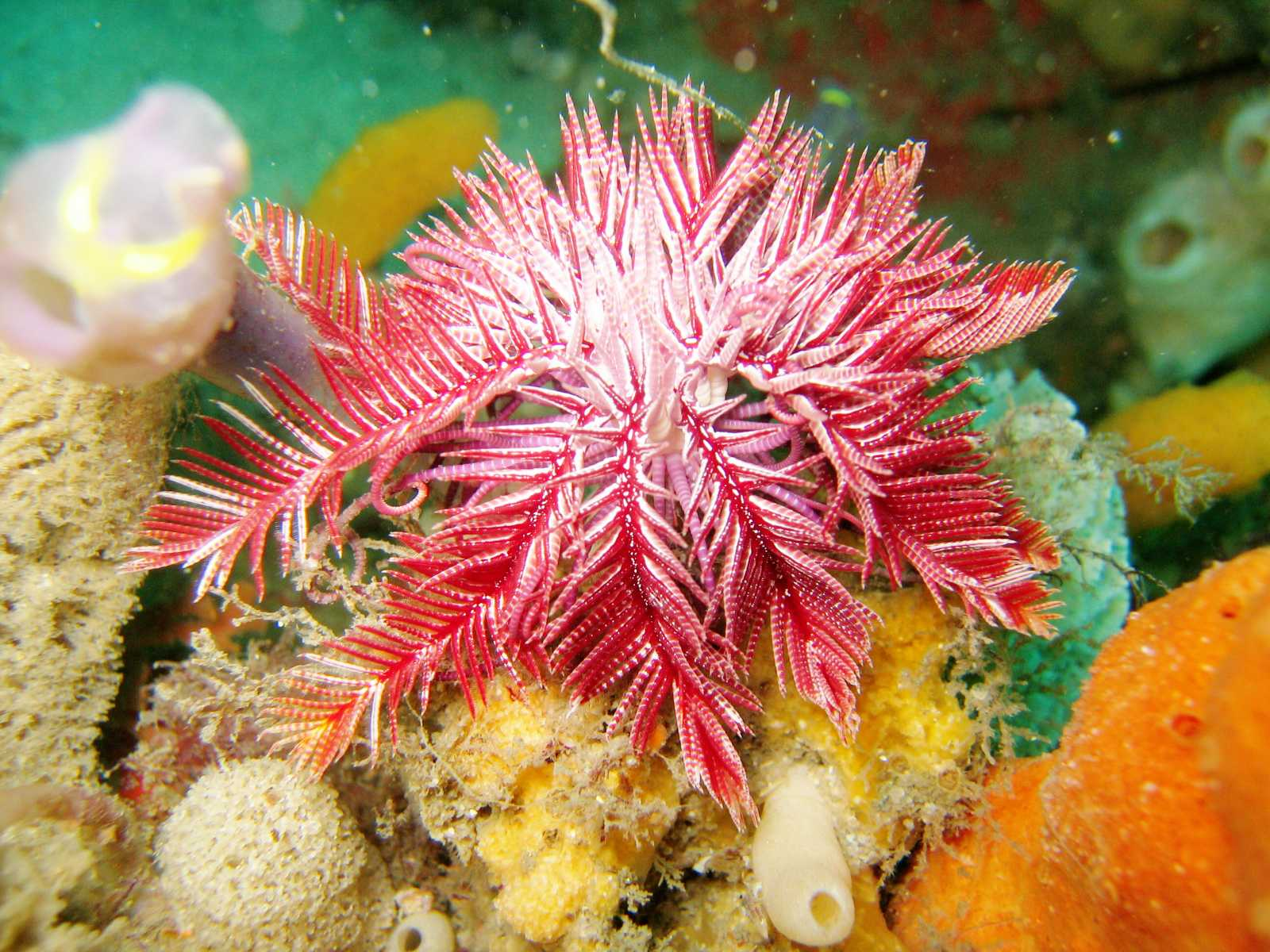
Ptilometra australis, phân ngành Ptilometridae
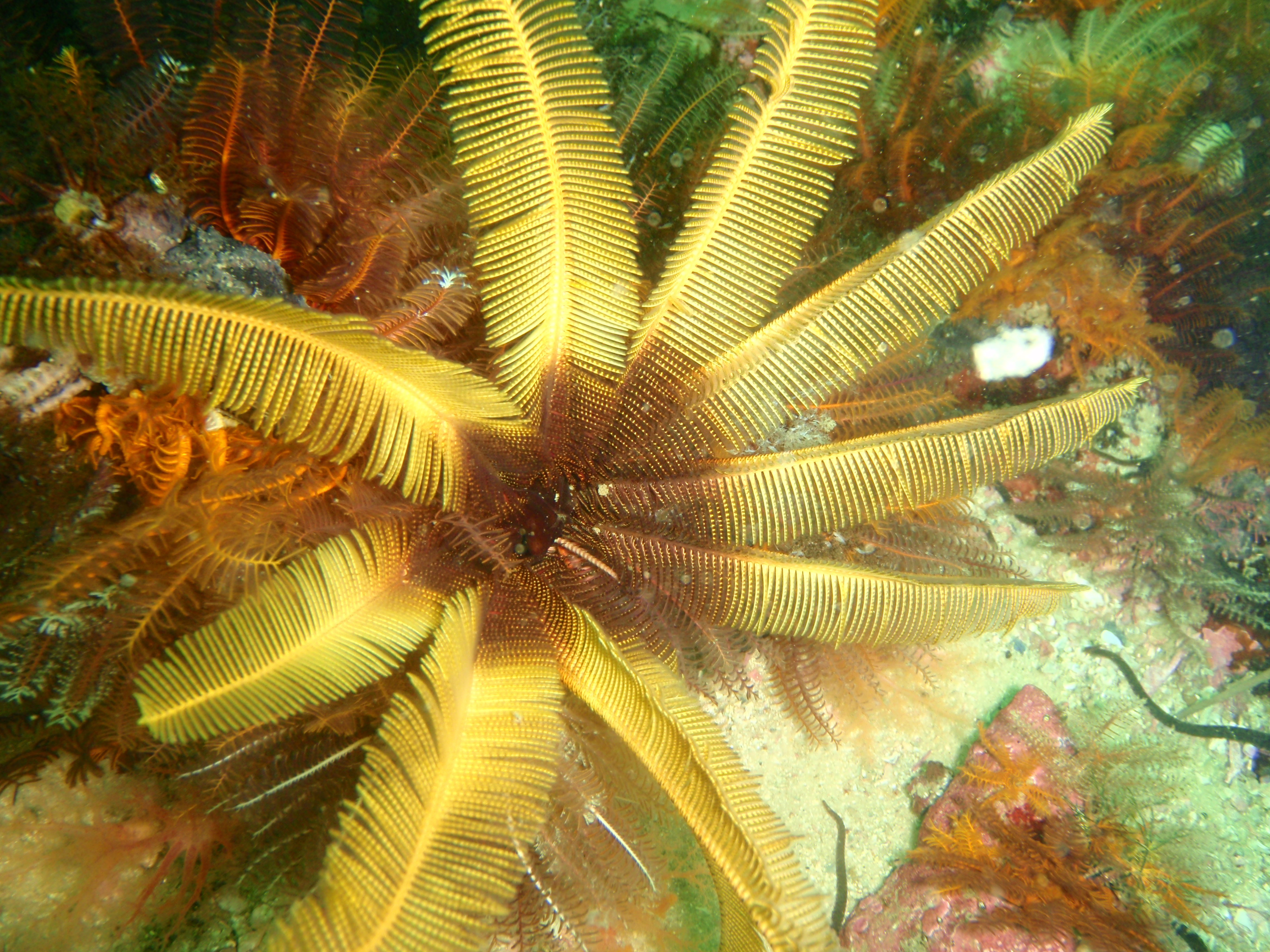
Tropiometra carinata, phân ngành Tropiometridae
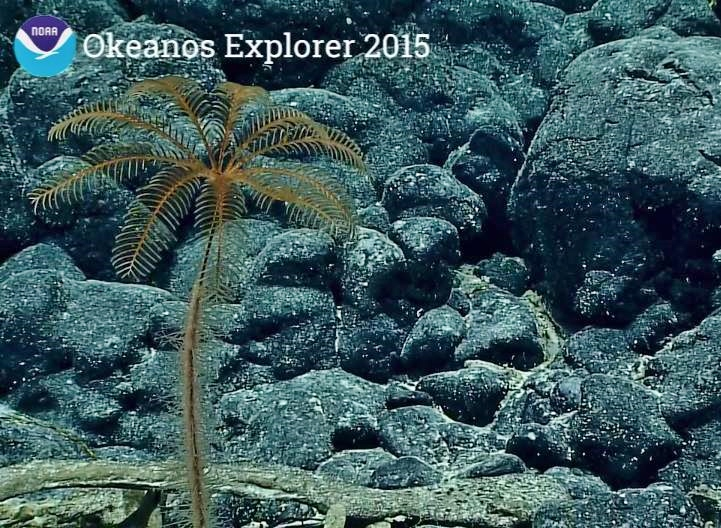
Bathycrinidae (abyssal species which restored the use of a stalk)
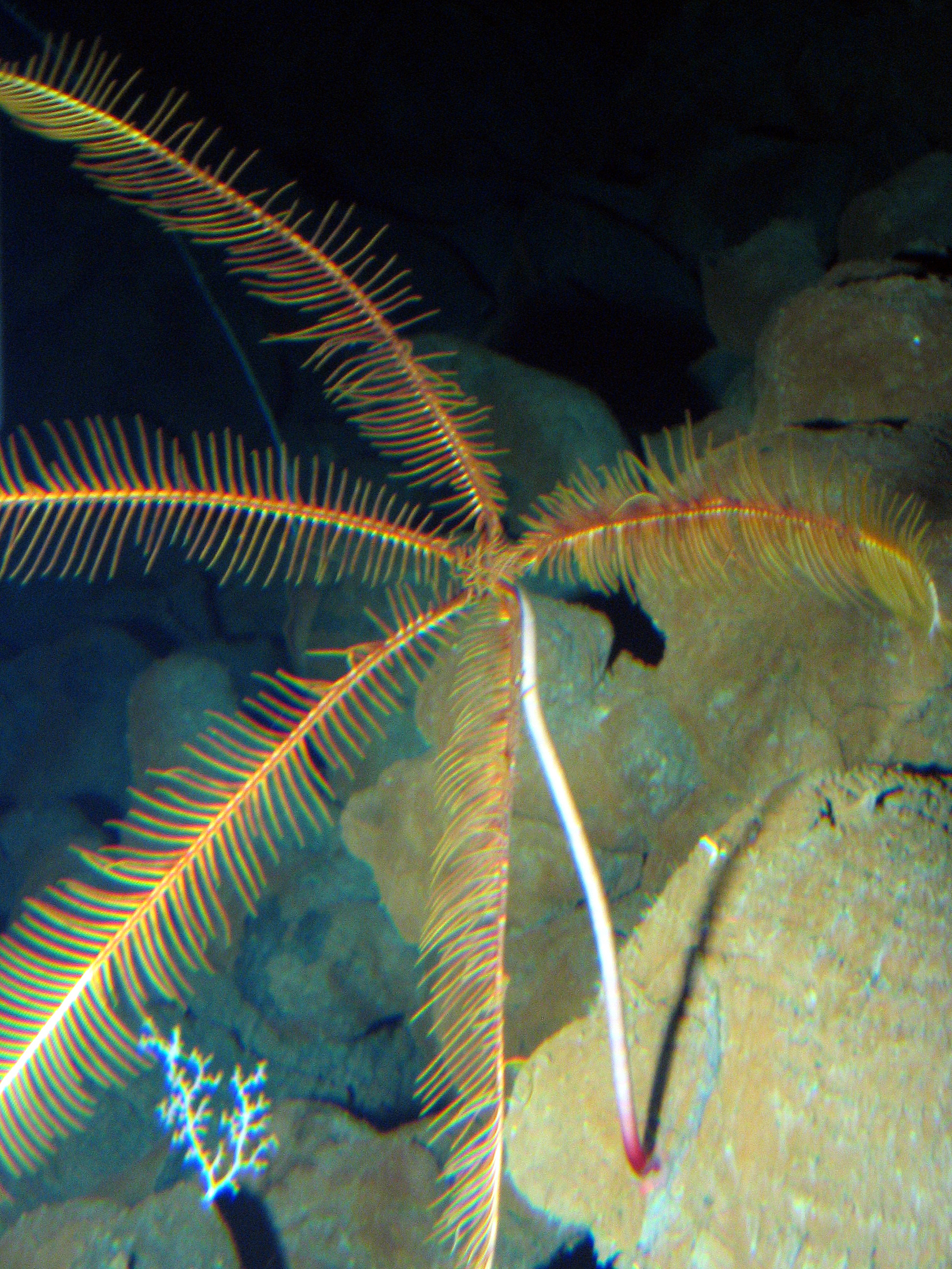
Guillecrinus neocaledonicus, phân ngành Guillecrinidae (idem)
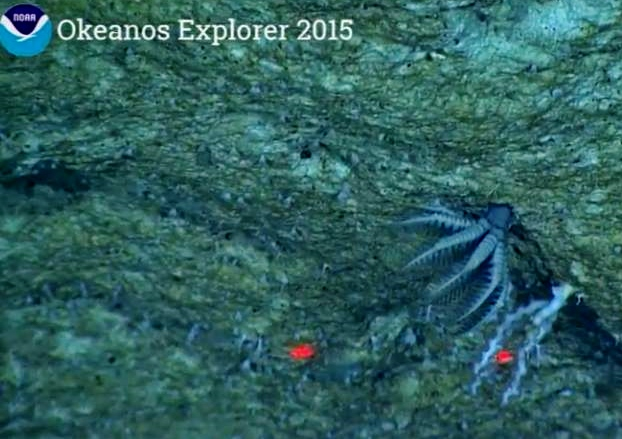
Holopus sp., phân ngành Holopodidae
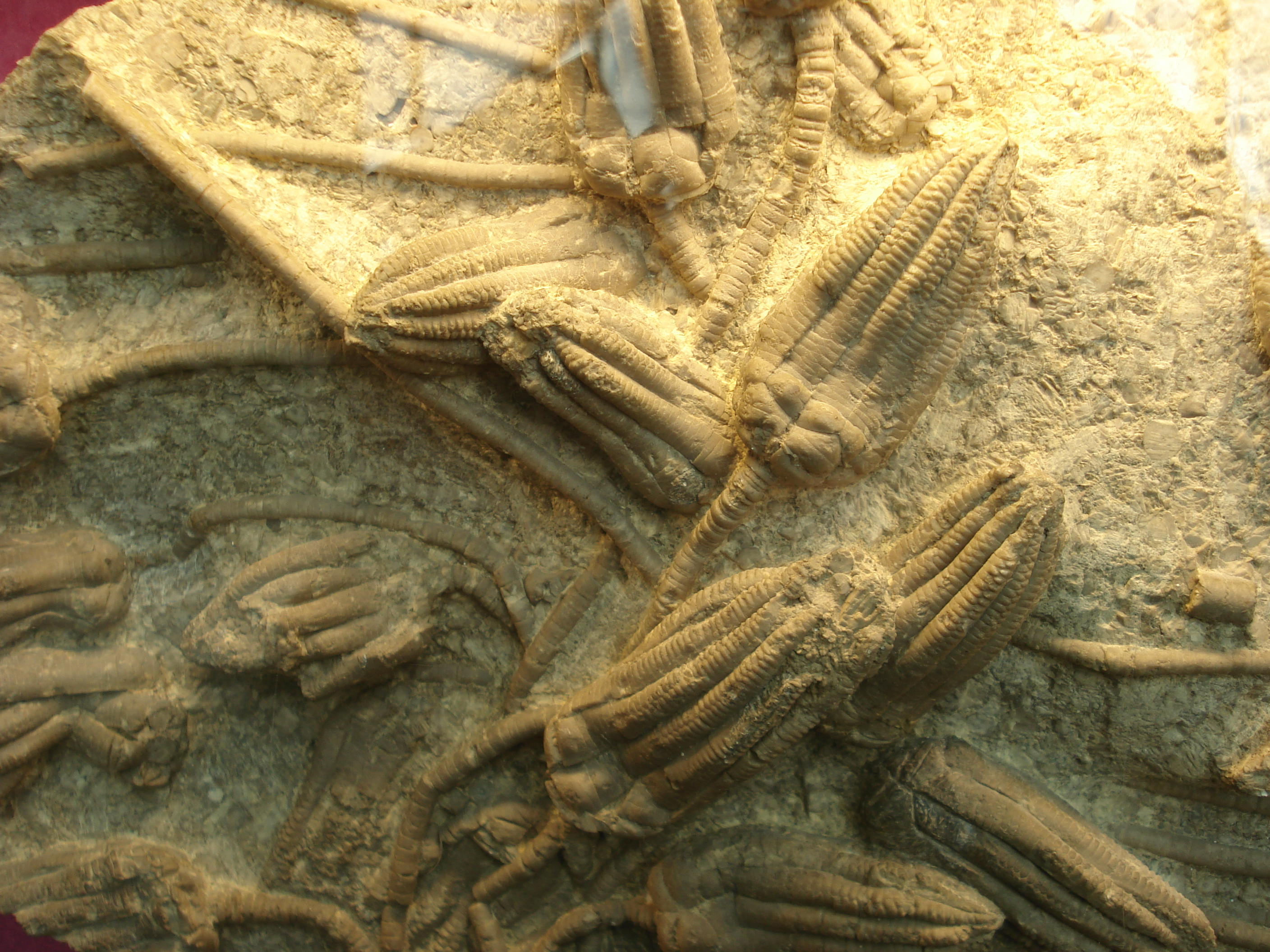
Fossile of Encrinus liliiformis, phân ngành Encrinida
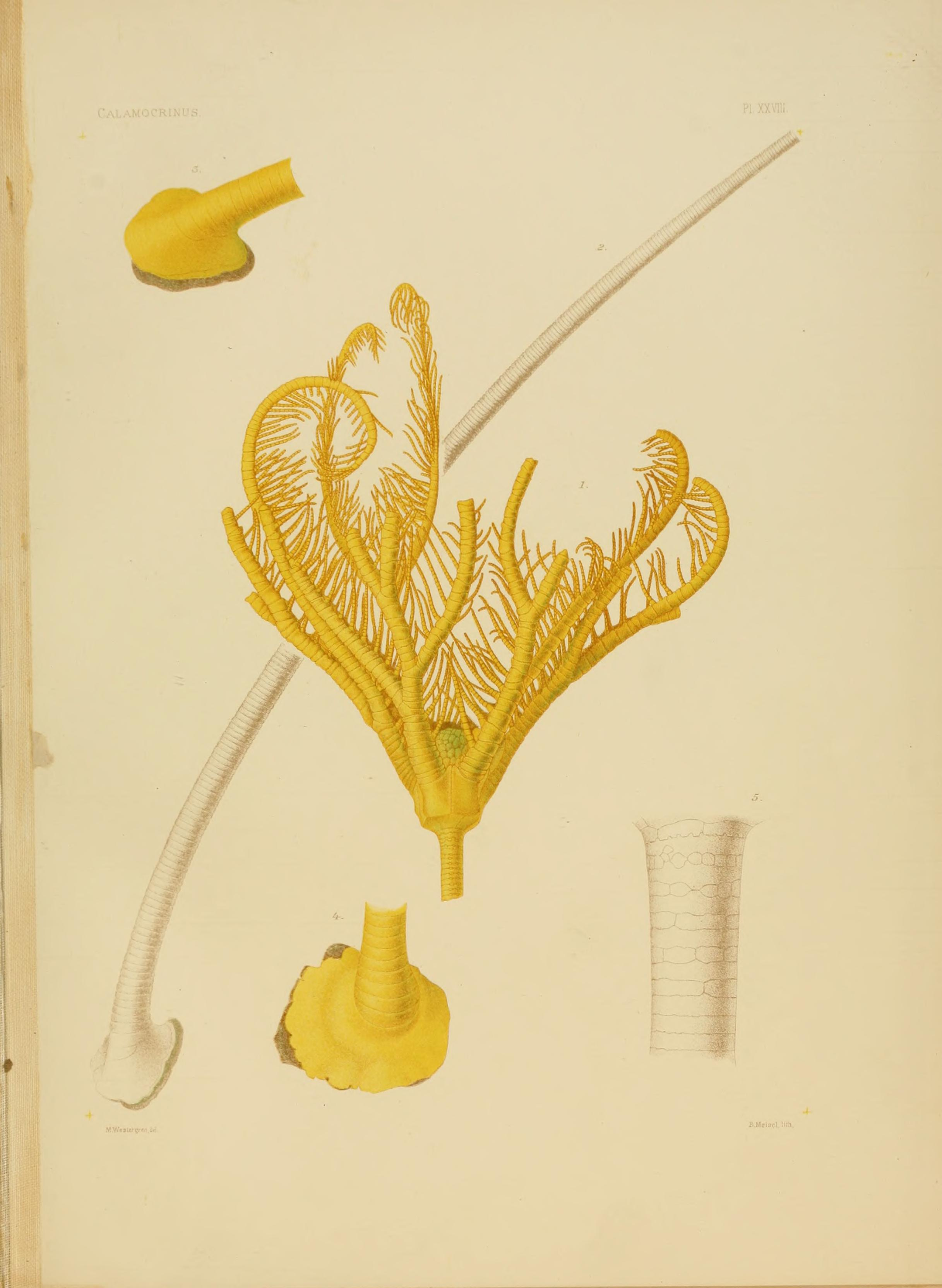
Calamocrinus diomedæ, phân ngành Hyocrinidae
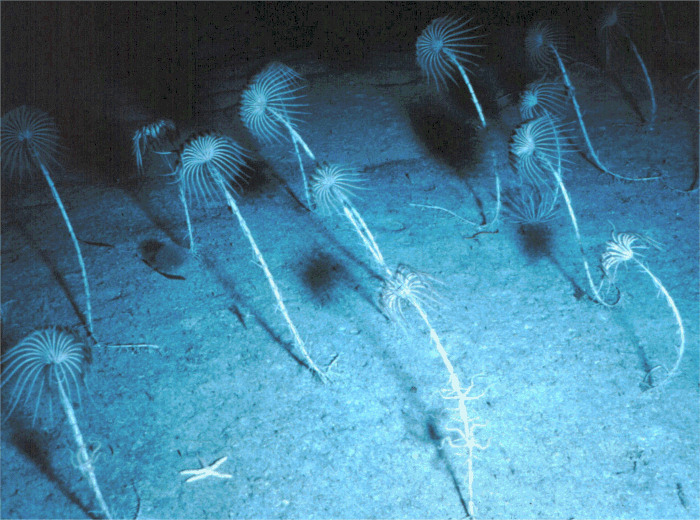
Neocrinus decorus, phân ngành Isocrinidae
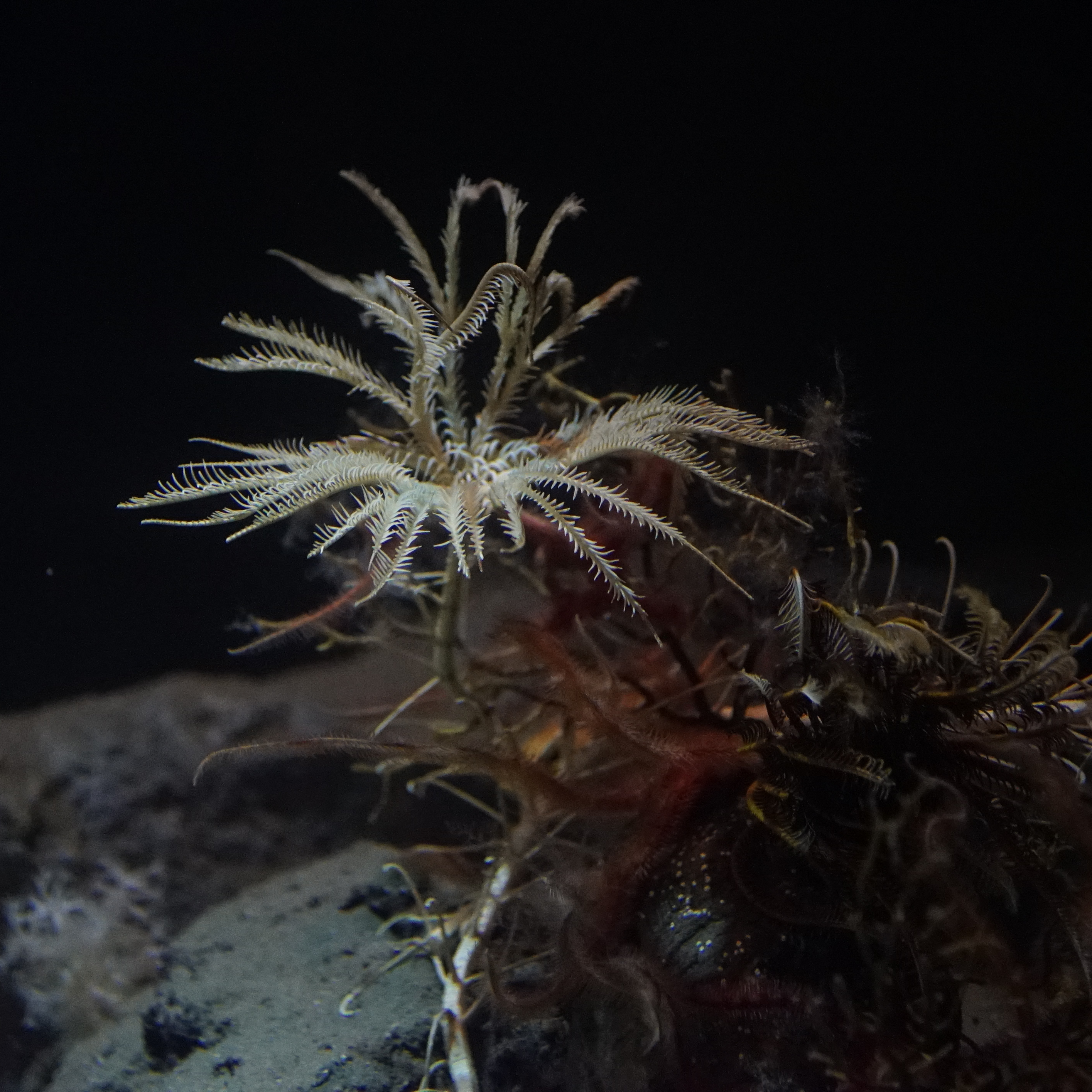
Metacrinus rotundus, phân ngành Isselicrinidae
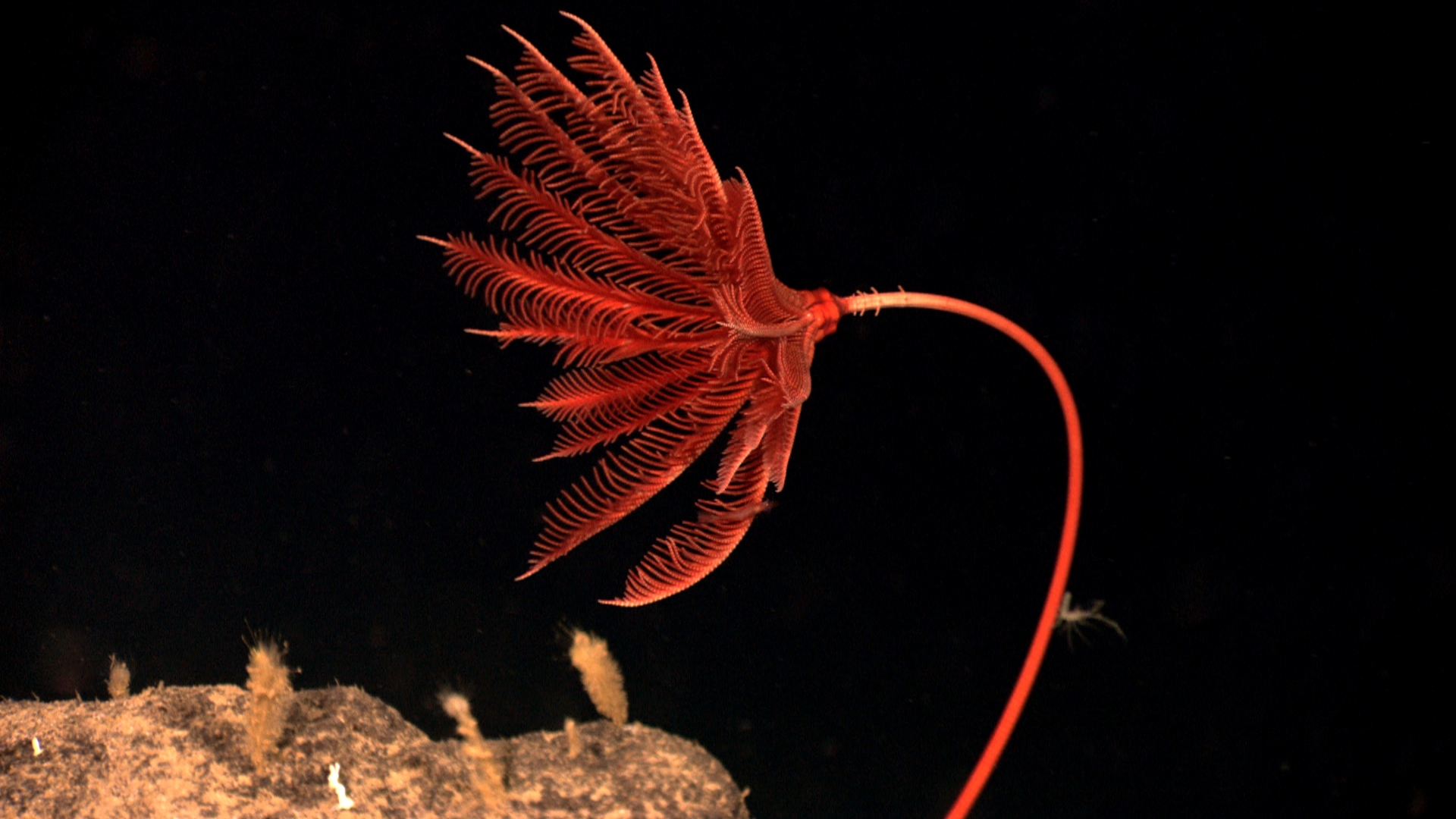
Proisocrinus ruberrimus, phân ngành Proisocrinidae
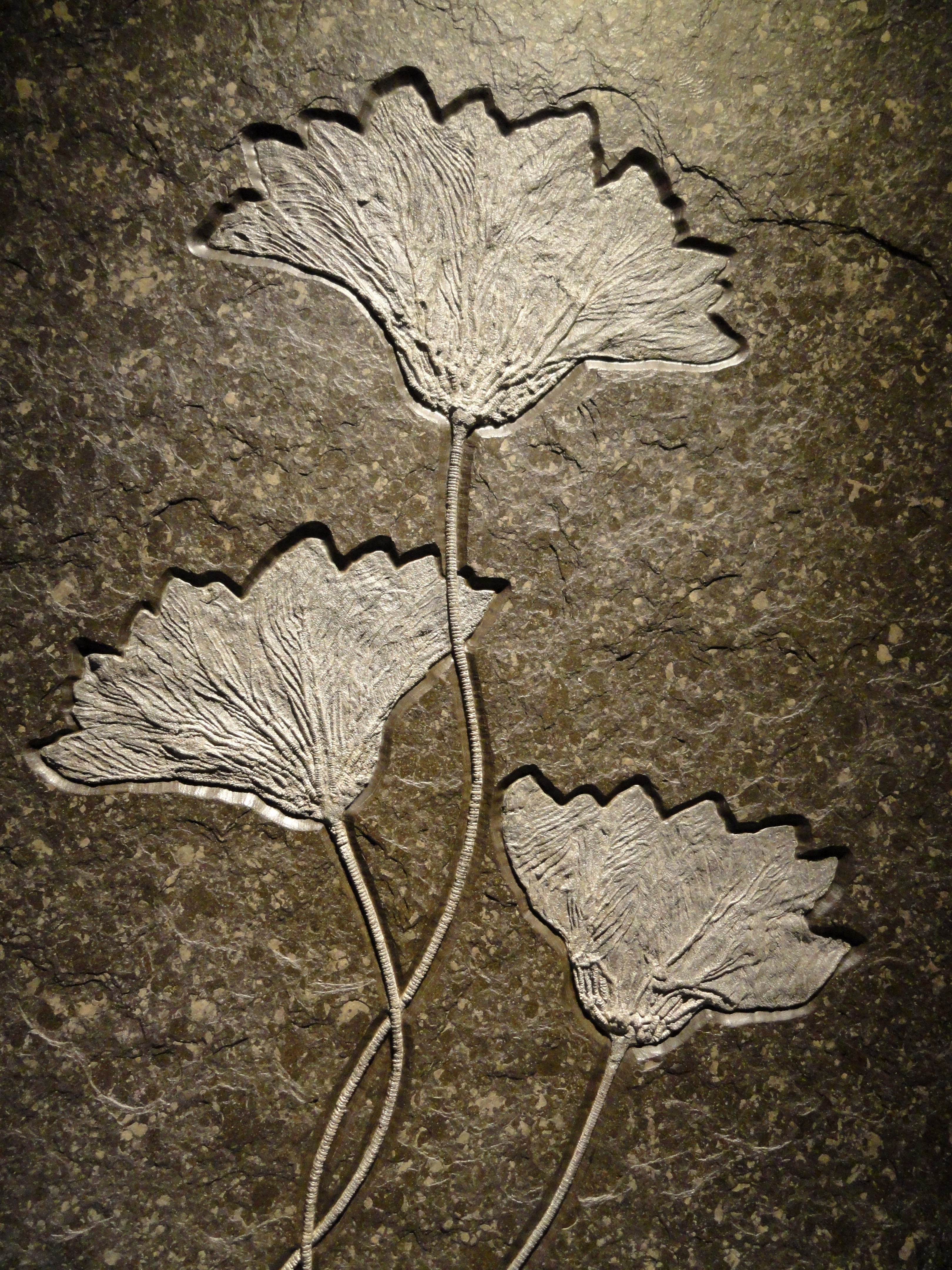
Fossile of Seirocrinus subsingularis, phân ngành Millericrinida

### Hệ thần kinh
Hệ thần kinh huệ biển được chia thành ba phần, với rất nhiều kết nối giữa chúng. Những phần trên cùng là chỉ có một mô tương đồng với hệ thần kinh của các động vật da gai khác. Nó bao gồm một trung tâm thần kinh vòng quanh miệng, và các dây thần kinh phân nhánh đến các cánh tay. Dưới nó có một vòng dây thần kinh thứ hai, đem lại hai nhánh dây thần kinh cho các cánh tay. Cả hai bộ dây thần kinh cảm giác đều nhạy bén trong tự nhiên, với bộ dây thần kinh thấp hơn hỗ trợ ống chân và các tua. Phần thứ ba của hệ thần kinh nằm dưới hai cái kia, và là cái chịu trách nhiệm cho hành động động của cơ. Nó tập trung trên một tế bào thần kinh gần đáy đài hoa, và cung cấp một dây thần kinh duy nhất đến mỗi cánh tay và một số dây thần kinh đến cuống.

### Sinh sản và vòng đời
Huệ biển là sinh vật phân gốc, có nam nữ riêng biệt. chúng không có tuyến sinh dục rõ ràng, sản xuất giao tử từ bộ phận sinh dục bên trong số các tua. Các tua cuối cùng nứt để thả tinh trùng và trứng ra biển.Trứng được thụ tinh nở ra ấu trùng bơi tự do. Ấu trùng có hình dạng thùng với những vòng lông con chạy vòng cơ thể, và một chùm lông cảm giác ở đỉnh trên. Trong một số trường hợp con cái đã được biết đến làm chỗ tạm thời của ấu trùng sử dụng chỗ trống bên trong cánh tay. Thời gian tồn tại của ấu trùng của bơi tự do chỉ kéo dài trong một vài ngày trước khi ổn định và gắn vào một bề mặt. Ấu trùng sau đó biến thái hoàn toàn thành một cuống vị thành niên. Ngay cả những loài sao lông bơi tự do đôi khi cũng trải qua giai đoạn này, nhưng khi trưởng thành chúng dứt cuống ra. Trong vòng 10 đến 16 tháng crinoid sẽ có thể tái sinh sản.

## Sự di chuyển

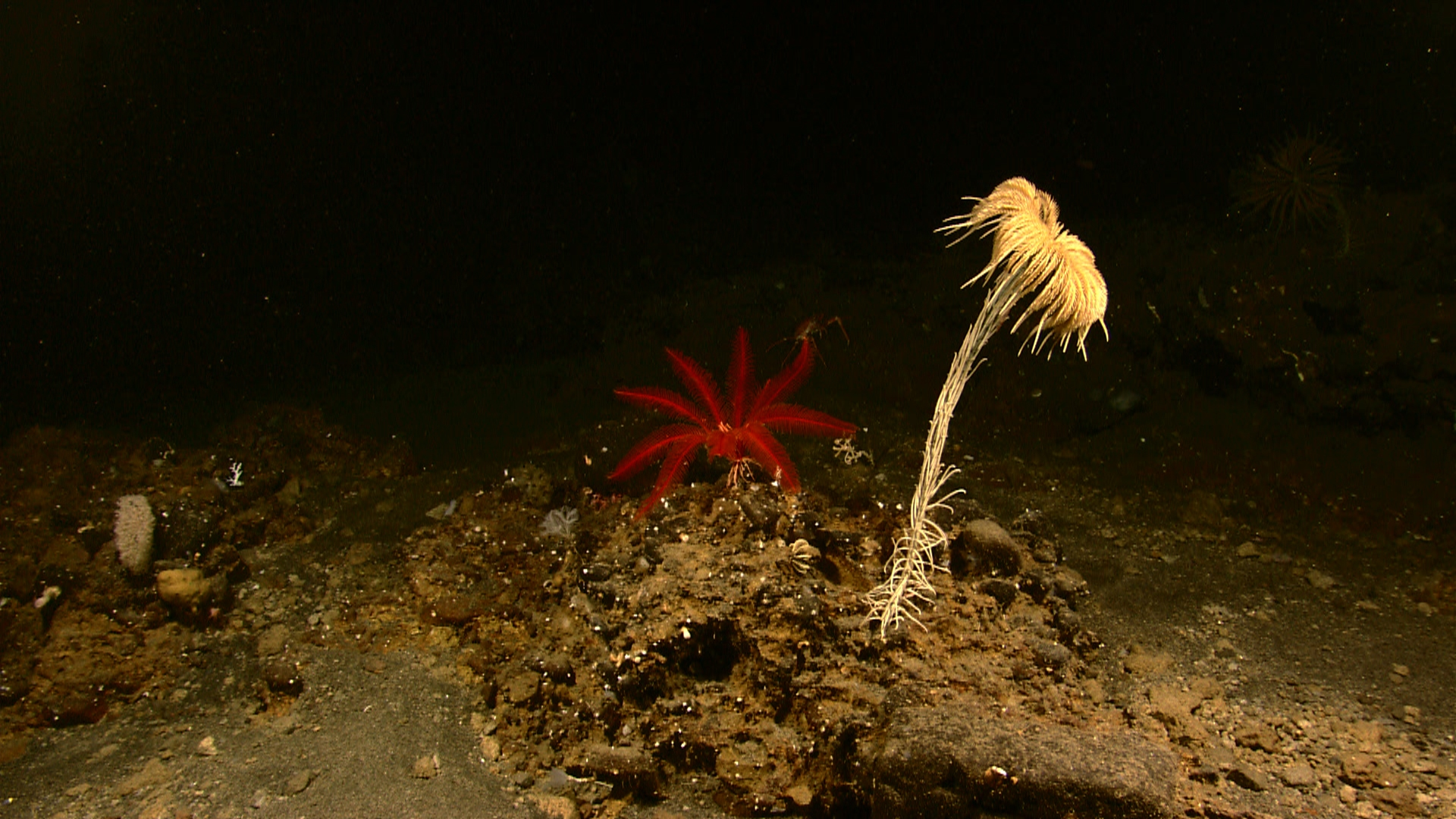
Một loại huệ biển có cuống (trắng) và một comatulid (một giới huệ biển) (đỏ) ở biển sau, cho thấy sự khác biệt giữa hai loại

Hầu hết huệ biển ngày nay, như huệ biển sao lông, có thể bơi tự do và không có thân khi trưởng thành. Ví dụ về hoá thạch có thể bơi tự do bào gồm Marsupitsa, Saccocoma and Uintacrinus. Năm 2005, một con huệ có cuống được phát hiện có thể tự di chuyển trên đáy biển đảo Grand Bahama. Trước đó ghi chép có được về chuyển động nhanh nhất của huệ biển là 0.6 m/h (2 ft/h) 0.167 mm/s (milimét/giây). Ghi chép năm 2005 cho thấy huệ biển di chuyển nhanh hơn nhiều, với vận tốc 4–5 cm/s (144 to 180 m/h).

## Tiến hoá